# PhotoCD
PhotoCD (PCD) to standard rozwinięty przez firmę Kodak dla zapisywania fotografii jako danych cyfrowych na dyskach optycznych. Zapisane obrazy domyślnie mają wymiary 2048 x 3072 pikseli. Posiadając odpowiednie oprogramowanie, można te obrazki oglądać, obrabiać je lub wysłać na drukarkę. Informacje mogą być później dodane do PhotoCD (jest to znane jako wielosesyjność).
| Przeznaczenie | Rozdzielczość | Rozdzielczość | Nieskompresowane - rozmiar | Przeznaczenie w zamierzeniu twórcy                            | Ilość zdjęć do zamieszczenia (700 MB) |
| Przeznaczenie | (px × px)     | (Mpx)         | (MB)                       |                                                               |                                       |
| ------------- | ------------- | ------------- | -------------------------- | ------------------------------------------------------------- | ------------------------------------- |
| podstawa/16   | 128 × 192     | 0.025         | 0.07                       | Podgląd (index do wydruku, miniatura)                         | 10000                                 |
| podstawa/4    | 256 × 384     | 0.098         | 0.28                       | Sieć                                                          | 2500                                  |
| podstawa      | 512 × 768     | 0.393         | 1.13                       | Ekran komputerowy, TV, Sieć                                   | 619                                   |
| 4 podstawa    | 1024 × 1536   | 1.573         | 4.50                       | HDTV ekran                                                    | 155                                   |
| 16 podstawa   | 2048 × 3072   | 6.291         | 18.00                      | Wydruk do ok. 20 x 30 cm                                      | 38                                    |
| 64 podstawa   | 4096 × 6144   | 25.166        | 72.00                      | Profesjonalny wydruk, przed-prasą, archiwizacja (opcjonalnie) | 9                                     |